# Яблунівське нафтогазоконденсатне родовище
Яблунівське нафтогазоконденсатне родовище — нафтогазоконденсатне родовище, що належить до Глинсько-Солохівського газонафтоносного району, Східний нафтогазоносний регіон України.

## Опис

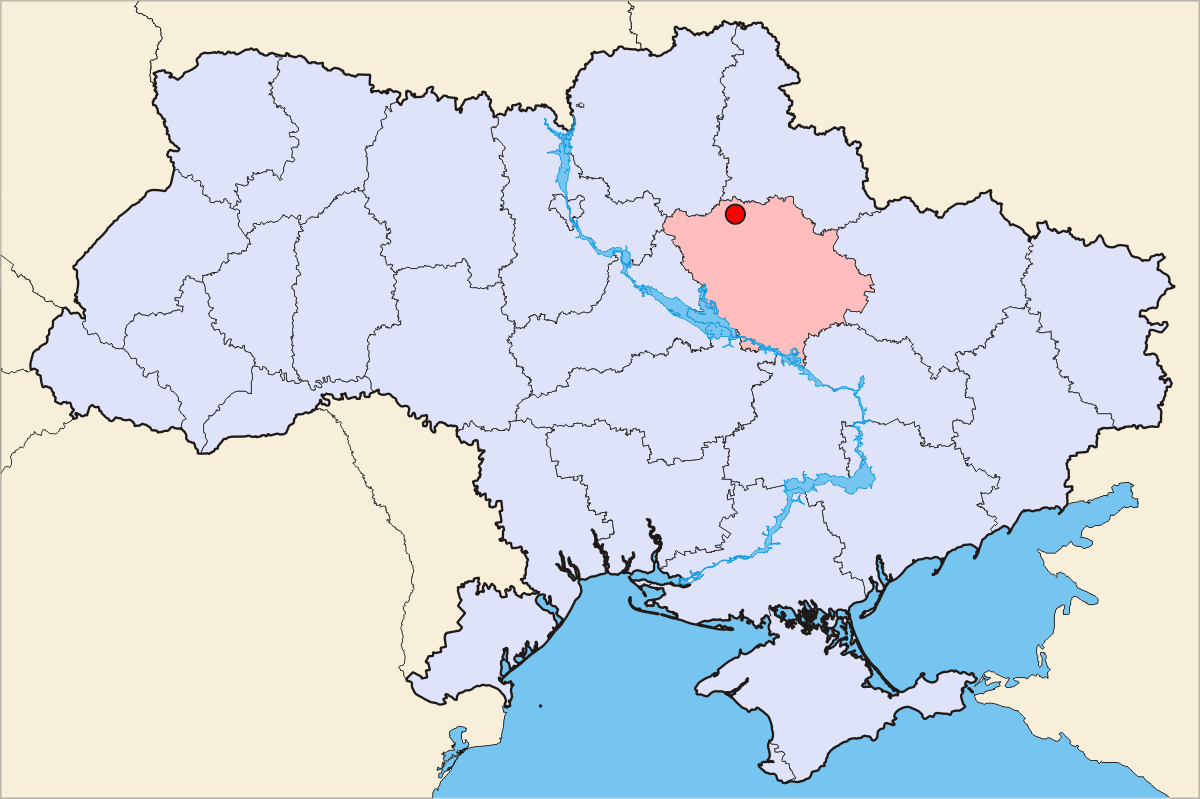
Розташування Лохвиці

Розташоване в Полтавській області на відстані 17 км від м. Лохвиця.
Знаходиться в північно-західній частині приосьової зони Дніпровсько-Донецької западини в межах південного схилу Жданівської депресії.
Підняття виявлене в 1972–74 рр.
Структура є брахіантикліналлю північно-західного простягання, ускладнена скидами (розміри в межах ізогіпси -5000 м 11,0х5,0 м, амплітуда 600 м). Перший промисл. приплив газу одержано в 1977 р. з інт. 5011-5101 м. Скупчення вуглеводнів пов'язані з пластовими, масивно-пластовими, склепінчастими, тектонічно екранованими і частково літологічно обмеженими пастками.
Експлуатується з 1983 р. Режим газоконденсатних покладів — газовий, нафтових — водонапірний та розчиненого газу. Запаси початкові видобувні категорій А+В+С1: нафти — 2836 тис. т; розчиненого газу — 156 млн. м³; газу — 105199 млн. м³; конденсату — 9460 тис. т. Густина дегазованої нафти 826—967 кг/м³. Вміст сірки у нафті 0,14-2,45 мас.%.
Низка учасників відкриття та розвідки Яблунівського нафтогазоконденсатного родовища у 1985 році були удостоєні Державної премії України в галузі науки і техніки.